# Страхование ответственности товаропроизводителей
Страхование ответственности товаропроизводителей — вид страхования ответственности, предназначенный для защиты интересов производителей товаров, работ и услуг, связанных с возможным возмещением вреда потребителям.
Понятие гражданской ответственности производителя товара была введена во второй половине XX века как результат общественного движения по защите прав потребителей сначала в Соединённых Штатах Америки, а позднее и в Европе.

## Объект страхования
Объектом страхования является имущественный интерес производителя конечного продукта, лица ответственного за сбыт продукта, а также поставщика продукта, если нельзя чётко установить производителя продукта, либо с него невозможно взыскать возмещение ущерба. Продуктом с точки зрения страхования ответственности производителя товара является любое движимое имущество, либо часть движимого или недвижимого имущества и электричество. 

## Перечень страхуемых рисков
Ответственность страховщика наступает в случае нанесения ущерба жизни, здоровью и имуществу потребителя, либо в случае морального ущерба. Причиной ущерба может быть брак (производственный, конструкционный, информационный).
При этом ответственность производителя товара страхуется, если соблюдаются следующие условия:
- Производство товара, изготавливаемого в условиях массового или серийного производства, должно соответствовать требованиям стандартов, при необходимости иметь сертификат качества, товарный знак;
- Производитель проводит проверку качества своей продукции;
- Продавец товара имеет соответствующее легальное право на продажу товара.